# Umberto Navarrini
Umberto Navarrini (Sarzana, 1870 – Roma, 1947) è stato un giurista italiano.

## Biografia
Navarrini è stato un giurista e accademico italiano, noto per il suo contributo nel campo del diritto commerciale. Nacque a Sarzana, in provincia di La Spezia, nel 1870. Dopo aver completato gli studi superiori, si iscrisse alla Facoltà di Giurisprudenza dell'Università di Pisa, dove conseguì la laurea nel 1892. La sua carriera accademica ebbe inizio con il conseguimento della libera docenza nel 1897, che gli permise di intraprendere un percorso di insegnamento universitario.
Nel 1898 fu nominato professore di Diritto Commerciale presso l'Università di Urbino, ruolo che ricoprì successivamente anche nelle Università di Perugia, Sassari e Macerata. La sua competenza e dedizione nel campo del diritto commerciale gli valsero il riconoscimento e l'invito a ricoprire la cattedra di Diritto Commerciale presso il neonato Istituto Superiore di Studi Commerciali, Coloniali ed Attuariali di Roma nel 1907.
Navarrini fu eletto Rettore del Regio Istituto Superiore di Scienze Economiche e Commerciali di Roma in due periodi distinti, dal 1919 al 1922 e nuovamente dal 1925 al 1928. Durante il suo mandato, Navarrini promosse lo sviluppo dell'istituzione, consolidando la sua reputazione accademica e rafforzando i programmi di studio nell'ambito delle scienze economiche e commerciali. Fu autore di numerosi studi e pubblicazioni nel campo del diritto commerciale, dove analizzò in profondità tematiche relative al diritto delle imprese, dei contratti commerciali e del diritto fallimentare. Le sue opere sono ancora oggi considerate rilevanti nel panorama giuridico italiano.
Morì a Roma nel 1947.

## Pubblicazioni principali
- "Intorno alla natura giuridica dei titoli di credito", Torino, 1898.
- "Studi sull’azienda commerciale", Modena, 1901.
- "Studi e questioni di diritto commerciale", Torino, 1908.
- "Trattato elementare di diritto commerciale", Torino, 1911.
- "Trattato teorico pratico di diritto commerciale", Torino, 1913.
- "Lezioni di diritto cambiario", Torino, 1930.
- "La cambiale e l’assegno bancario", Bologna, 1937.
- "Istituzioni di diritto civile", Bologna, 1937.
- "Istituzioni di diritto fallimentare", Bologna, 1938.
- "Istituzioni di diritto privato", Bologna, 1938.
- "Trattato di diritto fallimentare", Bologna, 1939.